# Rogart
Rogart is een dorp in de Schotse council Highland in het Lieutenancy area Sutherland en ligt ongeveer 15 kilometer van Golspie. 
Rogart wordt bediend door een spoorwegstation op de Far North Line sinds 1886.